# Jodid zinečnatý
Jodid zinečnatý je zinečnatá sůl kyseliny jodovodíkové, se vzorcem ZnI2. Tato látka je dobře rozpustná ve vodě. 

## Výroba

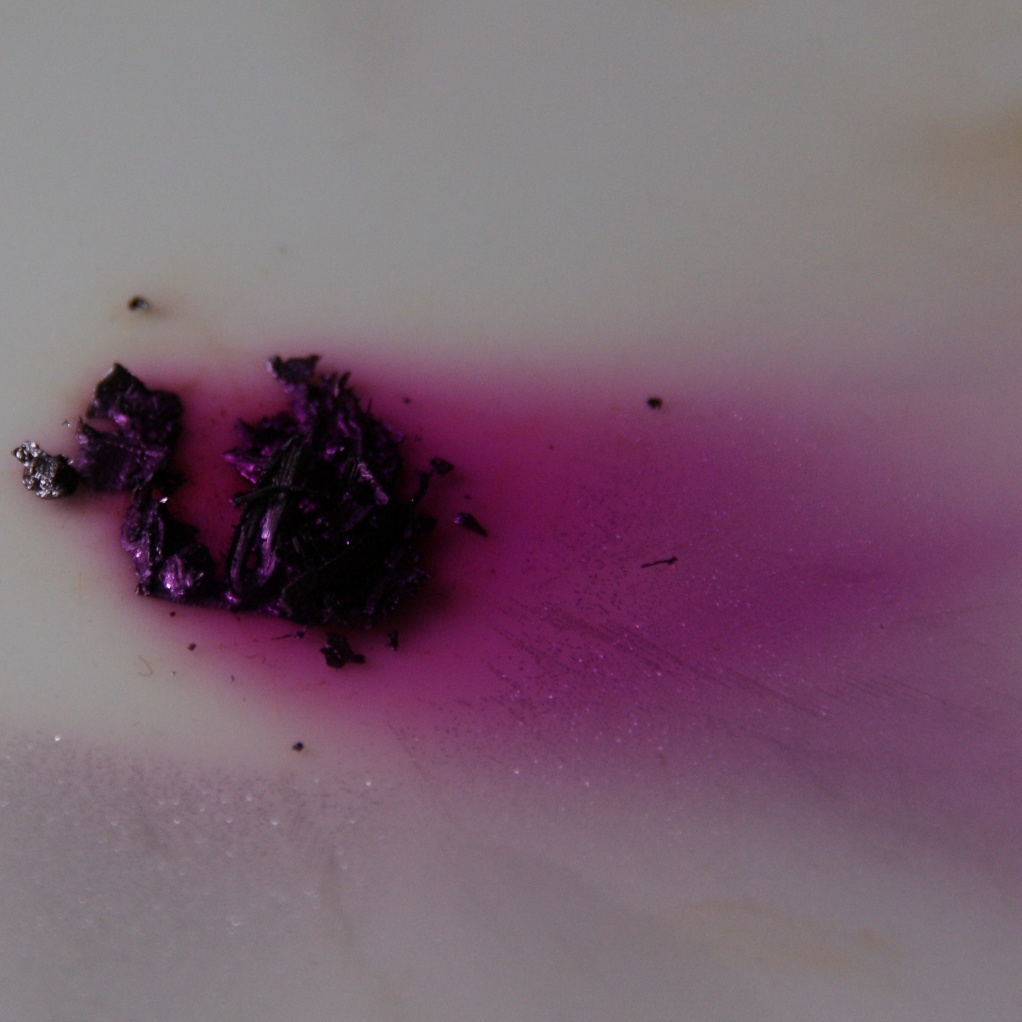
Po reakci jódu se zinkem jsou vidět fialové skvrny od par jódu

Zpravidla se vyrábí reakcí jódu s kovovým zinkem. Reakce je velmi efektní. Při nasypání práškového zinku na kousek pevného jódu za krátkou dobu začne rychlá reakce, která je vysoce exotermní. Reaktanty se proto ohřívají a dochází tím k výraznějšímu urychlení reakce. Po krátké době se teplota zvýší natolik, že jód začne sublimovat za vzniku fialových par. Fialové skvrny vzniklé desublimací jódu lze vyčistit ethanolem.
Zn + I2 → ZnI2

## Struktura
Má poměrně neobvyklou krystalickou strukturu. Podobně jako u chloridu má zinek tetraedrickou konfiguraci, ale čtyři tetraedry sdílejí hrany za vzniku adamantoidní struktury {Zn4I10}, podobně jako u P4O10. Délka vazby Zn-I je 238 pm.